# Henrieta z Schönaich-Carolathu
Henrieta z Schönaich-Carolathu (Henrieta Hermína Vanda Ida Luisa; 25. listopadu 1918, Berlín – 16. března 1972, Neuendettelsau) byla nejmladší dcerou knížete Johana Jiřího von Schönaich-Carolath a jeho manželky Hermína Reusské, která se později stala druhou manželkou bývalého německého císaře Viléma II.

## Dětství
Princezna Henrieta se narodila v Berlíně ve Výmarské republice jako páté a nejmladší dítě knížete Johana Jiřího z Schönaich-Carolathu (1873–1920; syn knížete Jiřího z Schönaich-Carolathu a Vandy z Schönaich-Carolathu) a jeho manželky Hermíny Reusské (1887–1947; dcera Jindřicha XXII. z Reuss-Greiz a Idy ze Schaumburg-Lippe.
Henrietin otec v roce 1920 zemřel a v roce 1922 se její matka znovu provdala za bývalého německého císaře Viléma II. Hermína měla pět malých dětí, ale bylo rozhodnuto, že s nimi bude v Doornu žít jen to nejmladší, princezna Henrieta. Vilém obecně zůstával mimo záležitosti svých nevlastních dětí, s výjimkou Henriety. Zřejmě k n cítil opravdovou náklonnost a ona se stala známá jako "generál". Podle Gilese MacDonougha Henrieta "vykonávala roli domácí vnučky a předávala cukr, když se podávala káva".

## Manželství a potomci
6. srpna 1940 na své residenci v Doornu bývalý německý císař Vilém oficiálně oznámil zasnoubení své nevlastní dcery Henriety se svým vnukem princem Karlem Františkem, jediným synem prince Jáchyma Pruského a jeho manželky Marie Augusty Anhaltské.
Pár byl oddán 1. října 1940 a měl spolu tři syny:
- František Vilém Pruský (3. září 1943)
- Fridrich Kristián Pruský (3. září 1943 – 26. září 1943)
- František Fridrich Pruský (17. října 1944)

Pár se 5. září 1946 po necelých šesti letech manželství rozvedl. Princezna Henrieta zemřela 16. března 1972 ve věku 53 let v Neuendettelsau v Západním Německu.